# Gustaf Lizell
Gustaf Vilhelm Lizell, född 26 augusti 1874 i Erikstads församling, Älvsborgs län, död 16 februari 1937 i Uppsala, var en svensk teolog, bror till Sven Olof Lizell.
Lizell, som var prästson, blev filosofie kandidat 1896, teologie kandidat 1904, teologie licentiat 1908 samt disputerade 1910 och blev docent vid Uppsala universitet samma år. Han prästvigdes 1904 och var predikant vid Akademiska sjukhuset 1905–19 och vid Uppsala hospital 1907–21. Han var teologisk assistent 1913–18, blev teologie doktor 1915 och professor i praktisk teologi vid Uppsala universitet 1921. Han blev därmed medlem av Uppsala domkapitel och kyrkoherde i Gamla Uppsala församling 1921. Ett år senare, 1922, utnämndes han till kontraktsprost i Vaksala kontrakt. Som ett led i prebendepastoratens avveckling och delvis nyorganiering blev han såsom professor i praktisk teologi utan ansökan utnämnd till domprost i Uppsala 1923. Han var bl.a. samt hederspresident i Orphei Drängar 1932. 
Han är begraven på Bolstads kyrkogård.